# Regina King
Regina King (Los Angeles, Kalifornia, 1971. január 15. –) Oscar- és Golden Globe-díjas amerikai színésznő, filmrendező és producer

## Fiatalkora
Regina King Thomas King villanyszerelő és Gloria King gyógypedagógus első gyermekeként született Los Angelesben, Kalifornia államban. Húga, Reina King szintén színésznő. A szülők 1979-ben elváltak. Regina a Westchester High Schoolban végzett 1988-ban, majd a Southern California Egyetemre járt.

## Pályafutása
1985-ben tűnt fel először a képernyőn a 227 című családi vígjátéksorozatban. Öt évadon és 107 részen át alakította Brenda Jenkinst. Janet Jackson és Tupac Shakur Hazug igazság című filmjében Iesha karakterét kapta meg. Láthattuk az 1995-ös Megoldatlan egyenletek-ben, Ice Cube és Chris Tucker vígjátékában, a Végre péntek-ben, Martin Lawrence Hajszál híján szeretem című bűnügyi vígjátékában. A közellenség című thrillerben ő volt Carla, Robert Clayton Dean (Will Smith) felesége, de láthattuk az Oviapuban Charlie Hinton (Eddie Murphy) nejeként és a Doktor Szöszi 2.-ben is. Majd a 2004-es Ray Charlesról készült életrajzi filmben ő volt Margie Hendricks.
A Beépített szépség 2. – Csábítunk és védünk című akcióvígjátékban kiválóan alakította az összeférhetetlen Sam Fuller FBI ügynököt, Gracie Hart (Sandra Bullock) testőrét. (Sandrával azóta is barátok.) A Családi karácsony című vígjáték főszerepét követően több sorozatban is szerepelt, mint például a 24, a Terepen, vagy a Shameless – Szégyentelenek. 2005 és 2014 között A kertvárosi gettó című animációs sorozatban a főszereplőnek kölcsönözte a hangját 56 epizódon keresztül, de láthattuk A hátrahagyottakban, a Bűnök és előítéletekben és az Agymenőkben is.
2019-ben a Ha a Beale utca mesélni tudna című filmben nyújtott alakításáért elnyerte a legjobb női mellékszereplőnek járó Oscar és Golden Globe-díjat.
2020-ban debütált filmrendezőként az Egy éj Miamiban… című nagyjátékfilmjével.

## Magánélete
1997. április 23-án ment hozzá Ian Alexanderhez. Egy fiuk született, Ian Alexander, Jr., 1996-ban. 2007-ben váltak el.

## Filmográfia

### Film
| Év   | Magyar cím                                   | Eredeti cím                           | Szerep                         | Magyar hang      |
| ---- | -------------------------------------------- | ------------------------------------- | ------------------------------ | ---------------- |
| 1988 | Szellemes karácsony                          | Scrooged                              | Regina Cooley                  |                  |
| 1991 | Fekete vidék                                 | Boyz n the Hood                       | Shalika                        |                  |
| 1993 | Hazug igazság                                | Poetic Justice                        | Iesha                          |                  |
| 1995 | Megoldatlan egyenletek                       | Higher Learning                       | Monet                          | Kocsis Mariann   |
| 1995 | Végre péntek                                 | Friday                                | Dana Jones                     | Madarász Éva     |
| 1996 | Hajszál híján szeretem                       | A Thin Line Between Love and Hate     | Mia                            | Kocsis Mariann   |
| 1996 | Jerry Maguire – A nagy hátraarc              | Jerry Maguire                         |                                | Radó Denise      |
| 1998 | Kortalan szerelem                            | How Stella Got Her Groove Back        | Vanessa                        |                  |
| 1998 | A közellenség                                | Enemy of the State                    | Carla Dean                     | Vándor Éva       |
| 1998 | A közellenség                                | Enemy of the State                    | Carla Dean                     | Kocsis Mariann   |
| 1998 | Joe, az óriásgorilla                         | Mighty Joe Young                      | Cecily Banks                   | Timkó Eszter     |
| 1999 |                                              | Love and Action in Chicago            | Lois Newton                    |                  |
| 2001 | Mennyé má!                                   | Down to Earth                         | Sontee Jenkins                 | Náray Erika      |
| 2003 | Oviapu                                       | Daddy Day Care                        | Kim Hinton                     | Tátrai Zita      |
| 2003 | Doktor Szöszi 2.                             | Legally Blonde 2: Red, White & Blonde | Grace Rossiter                 | Tátrai Zita      |
| 2004 | Los Angeles-i tündérmese                     | A Cinderella Story                    | Rhonda                         | Agócs Judit      |
| 2004 | Ray                                          | Ray                                   | Margie Hendricks               | Szénási Kata     |
| 2005 | Beépített szépség 2. – Csábítunk és védünk   | Miss Congeniality 2: Armed & Fabulous | Sam Fuller                     | Liptai Claudia   |
| 2006 | Hangya boy                                   | The Ant Bully                         | Kreela (hangja)                | Kéri Kitty       |
| 2007 | A kutya éve                                  | Year of the Dog                       | Layla                          | Náray Erika      |
| 2007 | Családi karácsony                            | This Christmas                        | Lisa Whitfield-Moore           |                  |
| 2010 | Házasodik a család                           | Our Family Wedding                    | Angela                         | Kéri Kitty       |
| 2014 | Repcsik: A mentőalakulat                     | Planes: Fire & Rescue                 | Dynamite (hangja)              | Peller Mariann   |
| 2018 | Ha a Beale utca mesélni tudna                | If Beale Street Could Talk            | Sharon Rivers                  | Bognár Gyöngyvér |
| 2020 | Egy éj Miamiban…                             | One Night in Miami…                   | filmrendező és vezető producer | –                |
| 2021 | Flag Day – A zászló napja                    | Flag Day                              | Blake marsall                  | Makay Andrea     |
| 2021 | A vadnyugat törvényei szerint                | The Harder They Fall                  | Trudy Smith                    | Kocsis Mariann   |
| 2024 | Shirley Chisholm – Versenyben a Fehér Házért | Shirley                               | Shirley Chisholm               |                  |
| 2025 | Rajtakapva                                   | Caught Stealing                       | Roman                          |                  |

### Televízió

#### Tévéfilm
| Év   | Magyar cím                                | Eredeti cím                                       | Szerep                         | Magyar hang  |
| ---- | ----------------------------------------- | ------------------------------------------------- | ------------------------------ | ------------ |
| 1999 | Haláltánc                                 | Where the Truth Lies                              | Lillian Rose-Martin            |              |
| 2000 | Ha a falak beszélni tudnának 2.           | If These Walls Could Talk 2                       | Allie                          |              |
| 2002 | Szegények orvosa                          | Damaged Care                                      | Cheryl Griffith                |              |
| 2008 | Élő bizonyíték                            | Living Proof                                      | Ellie Jackson                  | Rudolf Teréz |
| 2008 | Élő bizonyíték                            | Living Proof                                      | Ellie Jackson                  | Peller Anna  |
| 2013 |                                           | Divorce: A Love Story                             | Cassandra                      |              |
| 2014 | Gabby Douglas – Egy tornászlány története | The Gabby Douglas Story                           | Natalie Hawkins                | Náray Erika  |
| 2015 |                                           | Pariah                                            | Karen                          |              |
| 2017 |                                           | The Adventures of Hooligan Squad in World War III | Rah ezredes                    |              |
| 2018 |                                           | The Finest                                        | filmrendező és vezető producer |              |

#### Sorozat
| Év        | Magyar cím                  | Eredeti cím         | Szerep                                | Megjegyzések                                                                         |
| --------- | --------------------------- | ------------------- | ------------------------------------- | ------------------------------------------------------------------------------------ |
| 1985–1990 |                             | 227                 | Brenda Jenkins                        | főszereplő                                                                           |
| 1994      | Miért éppen Alaszka?        | Northern Exposure   | Anyatermészet                         | 1 epizód                                                                             |
| 1994      | Veszélyes küldetés          | New York Undercover | Marah                                 | 1 epizód                                                                             |
| 1995      |                             | Living Single       | Zina                                  | 1 epizód                                                                             |
| 2002      |                             | Leap of Faith       | Cynthia                               | főszereplő (6 epizód)                                                                |
| 2005–2014 | A kertvárosi gettó          | The Boondocks       | Riley Freeman / Huey Freeman (hangja) | főszereplő                                                                           |
| 2007      | 24                          | 24                  | Sandra Palmer                         | - főszereplő (6. évad) - magyar hangja:[forrás?] - Kocsis Mariann                    |
| 2009–2013 | Terepen                     | Southland           | Lydia Adams nyomozó                   | - főszereplő (1-5. évad) - rendező (1 epizód) - magyar hangja:[forrás?] - Sági Tímea |
| 2012      | RuPaul – Drag Queen leszek! | RuPaul's Drag Race  | önmaga (vendég zsűritag)              | 1 epizód                                                                             |
| 2013–2019 | Agymenők                    | The Big Bang Theory | Janine Davis                          | - hat epizód - magyar hangja:[forrás?] - Szórádi Erika                               |
| 2014      | The Strain – A kór          | The Strain          | Ruby Wain                             | 3 epizód                                                                             |
| 2014      | Shameless – Szégyentelenek  | Shameless           | Gail Johnson                          | 4 epizód                                                                             |
| 2015      |                             | Being Mary Jane     | nem szerepel                          | rendező (6 epizód)                                                                   |
| 2015–2016 | Botrány                     | Scandal             | nem szerepel                          | rendező (2 epizód)                                                                   |
| 2015–2017 | Bűnök és előítéletek        | American Crime      | Aliyah Shadeed                        | visszatérő szereplő (9 epizód)                                                       |
| 2015–2017 | Bűnök és előítéletek        | American Crime      | Terri LaCroix                         | főszereplő (2. évad)                                                                 |
| 2015–2017 | Bűnök és előítéletek        | American Crime      | Kimara Walters                        | főszereplő (3. évad)                                                                 |
| 2015–2017 | A hátrahagyottak            | The Leftovers       | Erika Murphy                          | - főszereplő (2. évad) - visszatérő szereplő (3. évad)                               |
| 2016      | A nagy fogás                | The Catch           | nem szerepel                          | rendező (1 epizód)                                                                   |
| 2016      |                             | Animal Kingdom      | nem szerepel                          | rendező (1 epizód)                                                                   |
| 2016      | A Greenleaf család          | Greenleaf           | nem szerepel                          | rendező (1 epizód)                                                                   |
| 2016      | A legnagyobb dobás          | Pitch               | nem szerepel                          | rendező (1 epizód)                                                                   |
| 2017      | Rólunk szól                 | This Is Us          | nem szerepel                          | rendező (1 epizód)                                                                   |
| 2017      | Shameless – Szégyentelenek  | Shameless           | nem szerepel                          | rendező (1 epizód)                                                                   |
| 2018      | Doktor Murphy               | The Good Doctor     | nem szerepel                          | rendező (1 epizód)                                                                   |
| 2018      | Bizonytalan                 | Insecure            | nem szerepel                          | rendező (1 epizód)                                                                   |
| 2018      |                             | Seven Seconds       | Latrice Butler                        | minisorozat (10 epizód)                                                              |
| 2019      | Watchmen                    | Watchmen            | Angela Abar / Éjnővér                 | főszereplő (9 epizód)                                                                |
| 2021      | Saturday Night Live         | Saturday Night Live | önmaga (házigazda)                    | 1 epizód                                                                             |
| 2024      | Talpig férfi                | A Man in Full       | nem szerepel                          | rendező és vezető producer                                                           |